# Miktionszystourethrogramm

Beidseitiger Reflux in der MCU

Beidseitiger Reflux bereits ohne Miktion

Ein Miktionszystourethrogramm, abgekürzt MZU oder MCU, engl. voiding cystourethrography (VCUG), ist ein medizinisches Untersuchungsverfahren zum Nachweis eines Rückflusses von Urin über die Harnleiter (Ureter) in das Nierenbecken (Vesiko-uretero-renaler Reflux, VUR), sowie zur Beurteilung anatomischer oder funktioneller Störungen der Harnblasenentleerung und insbesondere zur Beurteilung der posterioren Harnröhre. Dabei wird ein Katheter durch die Harnröhre (Urethra) in die Harnblase gelegt und über diesen die Harnblase mit einem Röntgenkontrastmittel gefüllt. Da die Katheterisierung bei Säuglingen wegen der noch sehr kleinen Harnröhre schwierig ist, kann die Injektion des Kontrastmittels in die Harnblase auch mit einer Spritze durch die Bauchdecke erfolgen. Nach Aufstellen des Patienten wird unter Röntgendurchleuchtung zunächst die kontrastmittelgefüllte Harnblase zielgerichtet bilddokumentiert und befundet. Hierbei können ein Descensus der Blase, Blasendivertikel, Fisteln oder ein irregulär konfigurierter Blasenschatten dargestellt werden. Danach wird beim Wasserlassen untersucht, ob das Kontrastmittel entgegen dem vorgesehenen Weg, über einen der beiden Harnleiter zurück zur jeweiligen Niere fließt. Ursache des retrograden Kontrastmittelflusses kann ein primär refluxiver Harnleiter, eine subvesikale Obstruktion oder eine funktionelle Obstruktion bei dyssynergem Sphinkter sein.
Wichtig ist die abschließende Aufnahme der Harnblase, mit der zum einen eine Kontrastmittelextravasation offensichtlich wird, zum anderen kann Restharn oder auch Pseudorestharn – durch antegrades Nachlaufen von Kontrastmittel aus den refluxiven Ureteren – dokumentiert werden. Bei einer neurogenen Reflexblase fehlt die zentrale Steuerung, die Detrusorkontraktionen verlaufen nicht mehr koordiniert zur Kontraktionen des Musculus sphincter externus urethrae (Detrusor-Sphinkter-Dyssynergie). Hier zeigt sich im MZU typischerweise das Bild einer sogenannten Christbaumblase mit Pseudodivertikeln, Trabekeln und Reflux. Während der Miktion kann es in dieser Situation zu einer zwiebelförmigen Erweiterung der proximalen Harnröhre kommen. Insgesamt liegt hier ein durch das MZU (in Kombination mit der Urodynamik) nachweisbares Hochdrucksystem vor, das durch den Reflux zur bleibenden Schädigung der Nieren führen kann.

## Indikation
Invasive Primärdiagnostik zum Nachweis refluxassoziierter Harntransportstörungen bei Nierenbeckenektasie, Nierenfunktionsverschlechterung (hier vornehmlich bei Kindern), rezidivierende Pyelonephritiden von Kindern und Erwachsenen. Urethaldivertikel der Frau. In der Kinderurologie Diagnostik kongenitaler Anomalien, beispielsweise Ureterozele, Blasenekstrophie, ektope Harnleiterostien, Prune-Belly-Syndrom, zur weiteren diagnostischen Evaluation bereits intrauterin gesehener Harntransportstörungen mit konsekutiver Nierenbecken- und Ureterektasie, die Folge angeborener subvesikaler Obstruktionen sind, beispielsweise der Harnröhrenklappe. Rezidivierende Harnwegsinfekte bei Mädchen, einmalige Harnwegsinfekte bei Knaben.

## Risiken
Da es sich bei dem Verfahren um eine Röntgenuntersuchung handelt, bedeutet es immer eine gewisse Strahlenbelastung. Die Dosis liegt jedoch in einem so niedrigen Bereich, dass allenfalls mit einem sogenannten stochastischen Risiko gerechnet werden muss. Da ein Fremdkörper durch die Harnröhre geschoben wird und zudem die Blase von außen mit einer Flüssigkeit gefüllt wird besteht außerdem die Gefahr, dass eine Harnwegsinfektion durch die Untersuchung ausgelöst wird. Zumindest in der Kinderheilkunde ist es daher üblich, eine vorbeugende antibiotische Behandlung für drei Tage durchzuführen.
Kinder können die Prozedur als sehr unangenehm empfinden und Symptome wie Paruresis entwickeln; es wird empfohlen, eine vorbeugende Sedierung anzuwenden.
Unter anderem aufgrund des als sehr unangenehm wahrgenommenen Eingriffs im Intimbereich birgt das Verfahren laut mehrerer Studien ein hohes Potenzial für psychologische Traumata für (vor allem weibliche) Kinder und Eltern. Die langfristigen psychologischen Auswirkungen von VCUGs auf Kinder wurden mit denen von sexuellem Missbrauch in der Kindheit verglichen.

## Alternatives Untersuchungsverfahren
Will man den VUR und die konsekutive Nierenbeckenkelchdilatation sonographisch nachweisen, muss man ein Ultraschallkontrastmittel einsetzen. Dieses diagnostische Verfahren stellt keine Strahlenbelastung für den Patienten dar, ist sensitiv, jedoch teuer und zeitaufwändig. Daher wird es in der routinemäßigen Versorgung nur an wenigen (meist kinderradiologischen) Zentren durchgeführt.